# Elektronisk stabilitetskontroll
Elektronisk stabilitetskontroll, oftast förkortat ESP (Electronic Stability Programme), är ett system i en bil eller annat fordon som bidrar till fordonets stabilitet, väghållning och säkerhet genom att bland annat hjälpa dess förare att undvika och ordna upp en sladd. En annan benämning är antisladdsystem. Antispinnsystem är ett enklare passivt system som ökar stabiliteten genom att enbart sänka motoreffekten vid hjulspinn så att fram- och bakhjul går lika fort.
Det engelska namnet Electronic Stability Program är också ett varumärke ägt av Robert Bosch GmbH. Andra förkortningar och beteckningar är CST (Ferrari), DSC (BMW och Mazda), MASC Mitsubishi, MSP (Maserati), PSM (Porsche), VDC (Alfa Romeo), VSA (Honda), VSC (Toyota och Lexus), samt hos Volvos system TRACS, ETC - Electronic Traction control, DSA - Dynamic Stability Assistant, STC - Stability Traction Control och DSTC - Dynamic Stability and Traction Control.

## Teknik och funktion
Funktionen hos ett system för elektronisk stabilitetskontroll styrs av en dator som får information från bland annat ABS-bromsarnas hjulgivare, en sensor i styrningen och ett gyro. Med denna information som underlag kan datorn blixtsnabbt avgöra om bilen håller på att få sladd eller spinn och agerar då genom att individuellt bromsa ett eller flera hjul och vid behov även minska gaspådraget så att bilen återtar rätt kurs, respektive individuellt bromsa det hjul som tappat fästet (antispinn). Allt sker på bråkdelar av en sekund och ofta utan att föraren har märkt att fordonet varit på väg att hamna i sladd eller spinn. För lastbilar medför systemets ingrepp bland annat att de inte välter. Målet är att föraren alltid ska ha kontroll över sitt fordon och att gränsen till instabilt område inte överträdes.
För att förhindra kritiska körsituationer jämför systemet förarens körönskemål med bilens verkliga körtillstånd. Systemet läser förarens körönskemål från rattvinkeln som mäts av en sensor. Hjulvarvtal, girhastighet och motorstyrning (motormanagement) ger all information om tolkningen av bilens körtillstånd. Endast om körtillståndet avviker från körönskemålet aktiveras systemet. Överstyrning, vilket betyder att bilen vrids mer än föraren vill göra i en kurva (bakvagnen släpper), förhindras genom bromsning av det kurvyttre framhjulet. Understyrning, vilket betyder att bilen kör en större kurva än föraren vill (går rakt fram i en kurva), förhindras genom att bromsa det kurvinre bakhjulet. Både dessa manövrar har dessutom fördelen att bilens hastighet minskar, vilket ökar möjligheten för däcken att överföra kraft från bilen till vägen, men viktigast är att bilen styr in åt det håll ratten pekar.
Systemdelen "antisladd" träder också in vid situationer där fordonet tvingas göra en häftig undanmanöver. Det kan handla om att väja för ett djur eller något annat som kommer in på vägbanan. Det kan också vara till hjälp då fordonet kommit för långt ut på vägkanten och föraren gör en snabb rattrörelse för att fordonet skall komma tillbaka upp på vägen. Korrigeringar av fordonets stabilitet i dessa fall sker främst med individuell hjulbromsning, där systemet bromsar det eller de hjul som "gör bäst nytta" för att få fordonet på rätt kurs.
Systemdelen "antivält" träder in vid situationer där fordonet kommer in med för hög hastighet i en kurva. I dessa lägen hjälper det inte att vrida mer på ratten för att behålla fordonets kurs. Vid lägre friktion på vägbanan glider istället fordonet rakt fram och vid högre friktion riskerar man vältning. Systemet reagerar då med att dra ner motorvarvtalet, det vill säga minska farten, samt individuell hjulbromsning för att stabilisera upp fordonet.
ESP på tunga fordon, lastbilar och bussar, är ofta en kombination av systemen "antisladd" och "antivält". 
Antispinnsystem fungerar oftast bara i låga hastigheter och syftar bara till att hindra bilens hjul från att spinna. Detta till skillnad från de mer avancerade antisladdsystem som finns idag som arbetar även i höga hastigheter för att motverka sladd.

## Prestanda
Elektronisk stabilitetskontroll har visats extremt effektivt på att förebygga olyckor på hal väg. Den kraftiga olycksminskningen har fått Trafikverkets trafiksäkerhetschef Claes Tingvall att framföra uppfattningen att, avseende sladdolyckor, gör antisladdsystemet det överflödigt att använda dubbdäck vid vinterväglag. Detta utifrån uppfattningen att det inte skulle gå att få sladd med en bil som har antisladdsystem. Resultat från tester utförda vid VTI har senare dock visat att en bil med antisladdsystem och dubbfria däck på hal vägbana mycket väl kan sladda på grund av kraftiga rattrörelser, isfläckar, moddsträngar och andra former av split friction. 